# Ферлинг, Франц Вильгельм
Франц Вильгельм Ферлинг (нем. Franz Wilhelm Ferling; 20 сентября 1796, Хальберштадт — 18 декабря 1874, Брауншвейг) — немецкий гобоист и композитор.
В 1815—1859 гг. первый гобоист придворной капеллы в Брауншвейге. Известен как автор нескольких сборников этюдов для гобоя и фортепиано, из которых наибольшей популярностью по сей день пользуются 48 этюдов Op. 31 1840 года, в том числе ориентированные на использование танцевальных образцов: вальса, польки, полонеза. Наряду с гобоистами этюды Ферлинга используют и саксофонисты, кроме того, Сириль Роз выполнил их переложение для кларнета.